# Hann. Münden
Hann. Münden, abbreviazione per Hannoversch Münden (fino al 1º gennaio 1990 semplicemente Münden), è una città di 23 289 abitanti della Bassa Sassonia, in Germania. Viene chiamata città dei tre fiumi (Weser, Werra, Fulda).
Appartiene al circondario (Landkreis) di Gottinga (targa GÖ).
Hann. Münden possiede lo status di "Comune indipendente" (Selbständige Gemeinde).

## Storia
Il luogo è menzionato per la prima volta negli atti di donazione di Gimundi all'abbazia di Fulda, nell'802. Il nome della città significa "confluenza" in tedesco antico; il prefisso Hannoversch è stato aggiunto nel XIX secolo per aiutare a distinguere la città dalla vicina prussiana Minden, dal nome simile.
I diritti di città potrebbero essere stati concessi nella seconda metà del XII secolo.
L'inventore francese Denis Papin costruì nel 1704 il primo battello a vapore, con ruota a pale, e lo utilizzò a titolo dimostrativo per navigare lungo il fiume Fulda partendo da Kassel, nel 1707. Il suo scopo sarebbe stato raggiungere Londra, ma il battello venne distrutto in questa tappa.
Hann. Münden era la sede dell'Accademia reale prussiana di silvicoltura: i giardini botanici della città, con molti alberi diversi, furono creati principalmente per questa accademia. In seguito l'accademia è stata accorpata all'Università di Gottinga, trasferendosi nel 1970 in un nuovo edificio nel campus principale.

## Monumenti

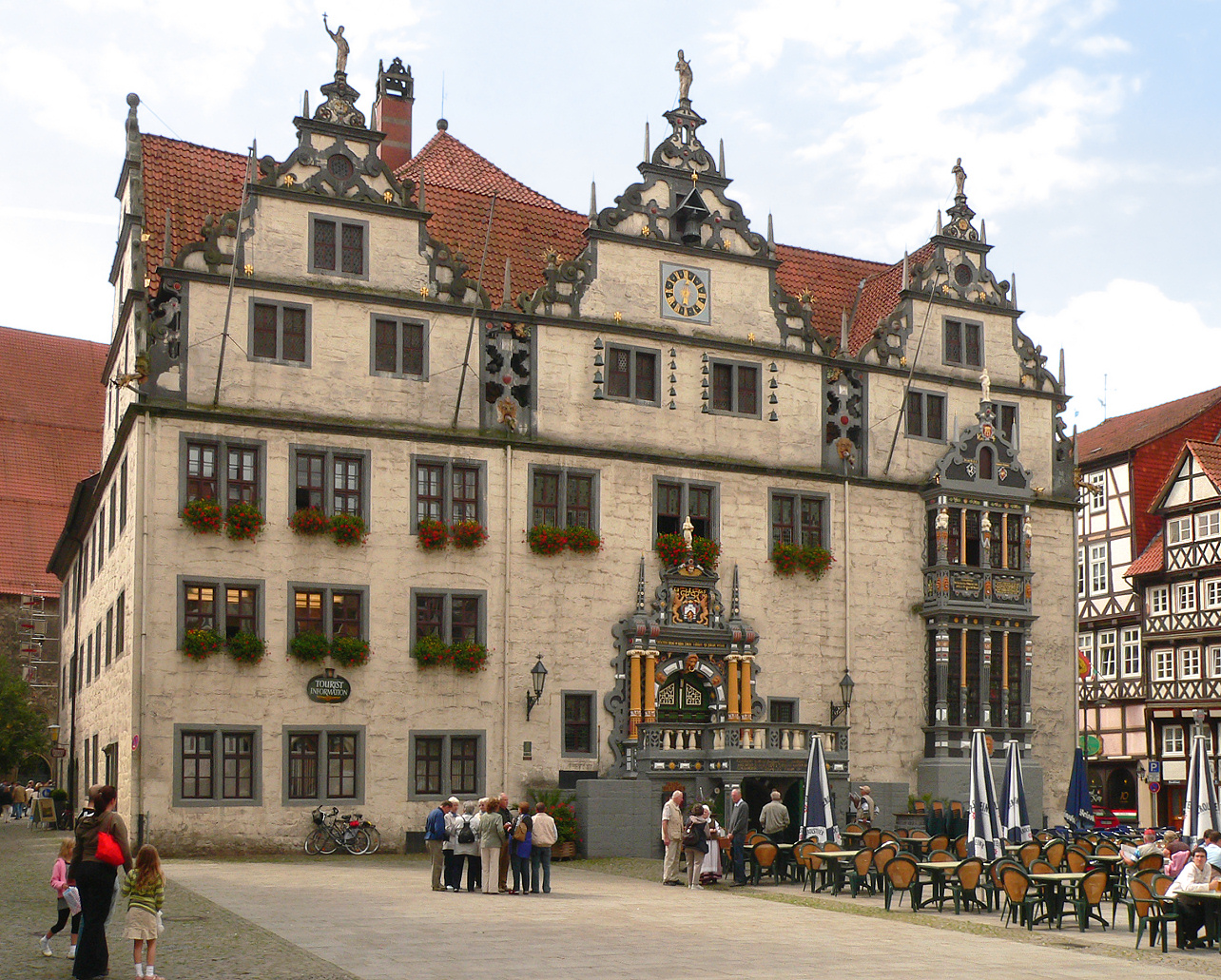
Il municipio, in stile rinascimentale del Weser

- Chiesa luterana di San Biagio di Sebaste,(XIV-XV secolo), in stile gotico, contiene i sarcofagi del duca Eric I di Brunswick-Lüneburg (morto nel 1540).
- Tillyschanze, torre di osservazione costruita tra il 1881 e il 1885 per commemorare l'assedio della città da parte del conte di Tilly nel 1626.
- Resti della cinta muraria medievale risalente al XII secolo e ristrutturata nel XV secolo.
- Welfenschloss, costruito dal duca Eric I in stile gotico nel 1501 come residenza e centro amministrativo. Dopo la sua distruzione a causa di un incendio nel 1560, il duca Eric II lo fece ricostruire in stile rinascimentale. L'ala sud fu distrutta da un altro incendio nel 1849, ma non è stata ricostruita.
- Werrabrücke, uno dei ponti in pietra più antichi della città.
- Municipio, costruito nel XIV secolo e ristrutturato tra il 1603 e il 1618.
- Giardino di ricerca botanica di Hannoversch Münden.

## Amministrazione

### Frazioni
Comprende le frazioni (Ortsteile) di Bonaforth, Gimte (con Hilwartshausen), Hedemünden, Hemeln (con Bursfelde e Glashütte), Laubach, Lippoldshausen, Mielenhausen, Oberode, Volkmarshausen e Wiershausen .

### Gemellaggi
Hann. Münden è gemellata con:
- Suresnes, dal 1959
- Hackney, dal 1973
- Holon, dal 1988
- Chełmno, dal 1992